# 중도혁신당
중도혁신당(中道革新黨)은 2024년에 창당된 대한민국의 정당이다. 본래 이 당은 국민정책당으로 창당하였으며, 이후 22대 총선을 앞두고 히시태그국민정책당(#국민정책당)으로 바꾼 것을 거쳐 2025년에 현재의 당명으로 변경하였다.

## 주요 선거 결과

### 국회의원 선거
|  | 0% |

|  | 0.09% |

|  | 0% |